# Шієу-Мегеруш
Шієу-Мегеруш (рум. Șieu-Măgheruș) — село у повіті Бистриця-Несеуд в Румунії. Адміністративний центр комуни Шієу-Мегеруш.
Село розташоване на відстані 324 км на північний захід від Бухареста, 10 км на південний захід від Бистриці, 68 км на північний схід від Клуж-Напоки.

## Населення
За даними перепису населення 2002 року у селі проживали 896 осіб. Рідною мовою 894 особи (99,8%) назвали румунську.
Національний склад населення села:
| Національність | Кількість осіб | Відсоток |
| -------------- | -------------- | -------- |
| румуни         | 833            | 93,0%    |
| цигани         | 60             | 6,7%     |